# Månstads kyrka
Månstads kyrka är en kyrkobyggnad i Månstad i Tranemo kommun. Den tillhör sedan 2014 Länghems församling (tidigare Månstads församling) i Göteborgs stift.

## Kyrkobyggnaden
Enligt traditionen fanns det tidigare en kyrkobyggnad av trä, vilken skulle ha eldhärjats vid slutet av 1400-talet och ersatts med den nuvarande stenkyrkan. Emellertid så har den ett bevarat medeltida taklag, vilket tyder på att den har uppförts redan på 1300-talet. Konstruktionen har likheter med den i Lundby gamla kyrka, som tillkom vid denna tid.
Byggnaden förlängdes 1831 åt öster och då tillkom även det tresidiga koret, sakristian norr om koret och kyrkorummets platta innertak ersattes med tunnvalv. Vapenhuset av trä vid västra sidan uppfördes 1893 och ersatte ett äldre vapenhus. Nuvarande taktegel fick 1904 ersätta det gamla spåntaket.

## Klockstapel och klockor
Klockstapeln härstammar sannolikt från medeltiden. Den är av trä och har spåntak. I stapeln hänger två klockor, varav den ena är av en senmedeltida normaltyp och saknar inskrift. Den andra klockan tillkom 1947.

## Inventarier

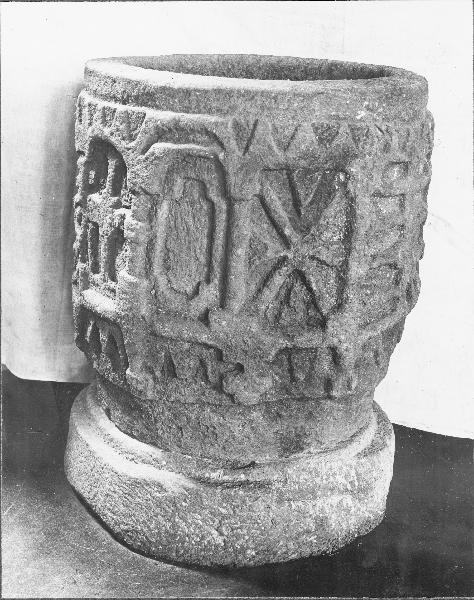
Dopfunten

Större delen av kyrkans inventarier skingrades på 1800-talet. I samband renoveringen på 1930-talet lyckades man återfinna en del klenoder.
- Dopfunt av röd sandsten tillverkad under senare delen av 1100-talet i en del. Höjd: 75 cm. Cuppan är 60 cm hög, cylindrisk och avlång. Under en odekorerad bård överst finns ornamentik i en märklig indelning med spetsflikarkader, gallerornamnent och nätornament. I arkaderna finns olika slags kors och liljor med mera. Uttömningshål finns i centrum. Stora skador har lagats med cement. Funten är ett exempel på de engelska influenser som fanns i Västsverige.[3]
- Ovanför dopfunten hänger en basunängel av trä från 1700-talet.
- Ovan altaret finns ett triumfkrucifix från 1300-talet.
- Predikstolen är polygonalt formad och har en snidad duva från 1932 som hänger ovanför. Vid en renovering 1931-1932 återfick predikstolen snidade skulpturer från 1600-talet.

### Orglar
Man tror att kyrkans första orgel var tillverkad 1857 av August Rosenborg. Den ersattes 1932 av dagens pneumatiska instrument, byggt av Nordfors & Co, som har elva stämmor fördelade på två manualer och pedal.